# Herkules Maier
Herkules Maier ist eine 1927 entstandene, deutsche Stummfilmkomödie von Alexander Esway mit Reinhold Schünzel in der Titelrolle.

## Handlung
Seit Gattin Maria ein Mädchen zur Welt gebracht hat, muss Ehemann Herkules Maier, seines Zeichens Handelsvertreter, ordentlich ranklotzen, denn das Geld reicht nun vorn und hinten nicht. Herkules ist bereit, jede Arbeit anzunehmen, ob schwer oder leicht, ob Tag oder Nacht. Und so versucht er sich in einem Job nach dem anderen: Er wird Mietprinz, der auf Partys erscheint, um ebensolche gesellschaftlich aufzuwerten, und jobbt als Aushilfskellner in Nachtlokalen. Bald hat er kaum noch Zeit für Frau und Kind, sodass Maria Maier die Nase voll hat und ihren Herkules verlässt. Schließlich findet er sich auch noch in Geldfälscherkreisen wieder, ehe er durch seine Ehrlichkeit endlich (finanziell fürstlich) belohnt wird. Mit seiner letzten Unternehmung, einem von ihn geleiteten Kindergarten, in dem eines Tages auch sein Töchterchen untergebracht wird, findet die kleine Familie überraschenderweise wieder zusammen. Gattin Maria verzeiht ihrem Herkules, der sich nun wieder ganz um seine beiden Liebsten kümmern kann.

## Produktionsnotizen
Herkules Maier entstand von Oktober bis Anfang Dezember 1927 im UFA-Atelier, passierte am 16. Dezember 1927 die deutsche Filmzensur und wurde mit Jugendverbot belegt. Die Länge des Films betrug 2923 Meter, verteilt auf sieben Akte. Die Uraufführung fand am 10. Februar 1928 in Berlins UFA-Palast am Zoo statt.
Produzent, Co-Drehbuchautor und Hauptdarsteller Schünzel übernahm auch die künstlerische Oberleitung. Julius von Borsody und Artur Schwarz gestalteten die Filmbauten.

## Kritiken
Das Kino-Journal resümierte: „Ein an und für sich ernsthafter Stoff, durch die Fülle heiterer Situationen zur Komödie umgestaltet.“
Das kleine Blatt befand: Schünzels „Wert, die ausgezeichnete Leistung des deutschen Komikers, der wie alle Großen in seinem Fach sein Publikum zum Lachen und zum Weinen bringen kann. Der Mann, der ohne eigene Schuld, von Stufe zu Stufe sinkt, und der doch ein Mensch bleibt, auch als Lump – eine prächtige Rolle für Reinhold Schünzel.“
Für Die Stunde war dies ein Film, „der dem großen deutschen Komiker Möglichkeiten gibt, wieder in das Gebiet des Tragikomischen vorzudringen, neben komischen Szenen, Szenen von tiefster Tragik darzustellen.“
Die Salzburger Chronik schrieb: „So manche Szene findet durch Schünzels Kunst Anklang, aber warm zu werden vermag man nicht, umsomehr als die Handlung eines richtiges Schlusses entbehrt. Nett wirkt sich die Kinderfreude des Helden aus, lustig das Debut als Aushilfskellner. Die Witze auf Maier atmen Berliner Geist. Gespielt wird durchwegs gut.“